# Karl-Dieter Keim
Karl-Dieter Keim  (* 5. April 1939 in Tübingen) ist ein deutscher Raumsoziologe und Autor.

## Leben
Nach einer praktischen Tätigkeit in der Kommunalverwaltung studierte Keim ab 1966 Soziologie, Politische Wissenschaft und Öffentliches Recht an der Universität Mannheim und entschied sich anschließend für eine wissenschaftliche Laufbahn. Von 1970 bis 1982 war er am Deutschen Institut für Urbanistik in Berlin tätig. Im Jahr 1979 promovierte er an der Technischen Universität Darmstadt. Im Jahr 1982 wurde er an der Universität Hannover mit der Lehrbefugnis ‚Soziologie‘ habilitiert. An der Universität Bamberg nahm er von 1982 bis 1992 die Professur für Urbanistik und Sozialplanung wahr. Von Oktober 1993 bis zur Emeritierung im Jahr 2004 war er Professor für Stadt- und Regionalentwicklung an der Brandenburgischen Technischen Universität Cottbus und leitete von 1992 bis 2004 das Leibniz-Institut für Regionalentwicklung und Strukturplanung (jetzt: Leibniz-Institut für raumbezogene Sozialforschung, IRS) in Berlin und im brandenburgischen Erkner. Lebt seit 2018 in Gundelfingen (Breisgau).
Seine Forschungsschwerpunkte liegen in der Stadt- und Regionalentwicklung, Planungssoziologie, Kommunalpolitik und Urban Governance. Seine beruflichen und persönlichen Erfahrungen finden zudem Eingang in eigene literarische Texte.

## Veröffentlichungen (Auswahl)

### Monografien
Wissenschaftliche Texte
- Das Fenster zum Raum. Traktat über die Erforschung sozialräumlicher Transformation. VS Verlag für Sozialwissenschaften, Opladen 2003
- Milieu in der Stadt. Ein Konzept zur Analyse älterer Wohnquartiere. Kohlhammer, Stuttgart u. a. 1979
- Gropiusstadt: soziale Verhältnisse am Stadtrand. Kohlhammer, Stuttgart u. a. 1977 (zus. mit Heidede Becker)

Literarische Texte
- Die kühneren Tage. Ein west-östlicher Roman. Berlin University Press, Berlin 2011
- Die Spur des Bäckers. Eine Identitätssuche. Fouqué Literaturverlag, Frankfurt a. Main, München, Miami, New York 2002
- Riskante Begegnung. Shaker Media (Selbstverlag), Aachen 2016
- Zeiten des Schwindels. Erzählung. Shaker Media (Selbstverlag), Düren 2024

### Herausgeberschaft
- Aufbruch der Städte: Räumliche Ordnung und kommunale Entwicklung in den ostdeutschen Bundesländern. Edition Sigma, Berlin 1995
- Arbeit an der Stadt. AJZ-Dr. u. Verl. Bielefeld 1989

### Aufsätze
- Stadtumbau im Kontext erweiterter Stadtentwicklungspolitik, in: M. Bernt/M. Haus/T. Robischon (Hrsg.), Stadtumbau komplex: Governance, Planung, Prozess. Darmstadt 2010, S. 44–57
- Spacing-Konzepte und Brückenprinzipien zur Formulierung von Handlungsvorschlägen. Materialien der Interdisziplinären Arbeitsgruppe Globaler Wandel – regionale Entwicklung, Diskussionspapier der BBAW, mit einem Anhang von Kathrin Trommler. Berlin  2009
- On the Difficulties Involved with the Examination of Complex Policy Agendas. In: Lentz, Sebastian (Hrsg.): German Annual of Spatial Research and Policy. Restructuring Eastern Germany. Berlin/Heidelberg 2007, S. 27–39
- Peripherisierung ländlicher Räume. In: Aus Politik und Zeitgeschichte, Heft 37, Bonn 2006, S. 3–7. 2006
- Ein kreativer Blick auf schrumpfende Städte. In: W. Siebel (Hrsg.): Die europäische Stadt. Frankfurt a. M. 2004, S. 208–218
- Aktor-Netzwerke und die Konstruktion von Handlungsfähigkeit in ungleichen städtischen Lebenslagen. In: Harth, Annette / Scheller, Gitta / Tessin, Wulf (Hrsg.): Stadt und soziale Ungleichheit. Opladen  2000, S. 274–292
- Vom Zerfall des Urbanen. In: Heitmeyer, Wilhelm (Hrsg.): Was treibt die Gesellschaft auseinander? Bundesrepublik Deutschland: Auf dem Weg von der Konsens- zur Konfliktgesellschaft. Bd. 1, Frankfurt a. M. 1997, S. 245–286.

## Funktionen
- 2004–2010 Fellow in zwei Interdisziplinären Arbeitsgruppen der Berlin-Brandenburgischen Akademie der Wissenschaften.
- 2001/02 Sprecher der Sektion 'Wirtschafts- und Sozialwissenschaften, Raumwissenschaften' der Wissenschaftsgemeinschaft Gottfried Wilhelm Leibniz.
- 1998–2006 Kurator der Schader-Stiftung in Darmstadt
- 1986/87 Sprecher der Sektion Stadt- und Regionalsoziologie der Deutschen Gesellschaft für Soziologie.

## Mitgliedschaften
- Akademie für Raumforschung und Landesplanung (korresp.)
- Deutsche Akademie für Städtebau und Landesplanung
- Deutsche Gesellschaft für Soziologie
- Hölderlin-Gesellschaft